# Jæren

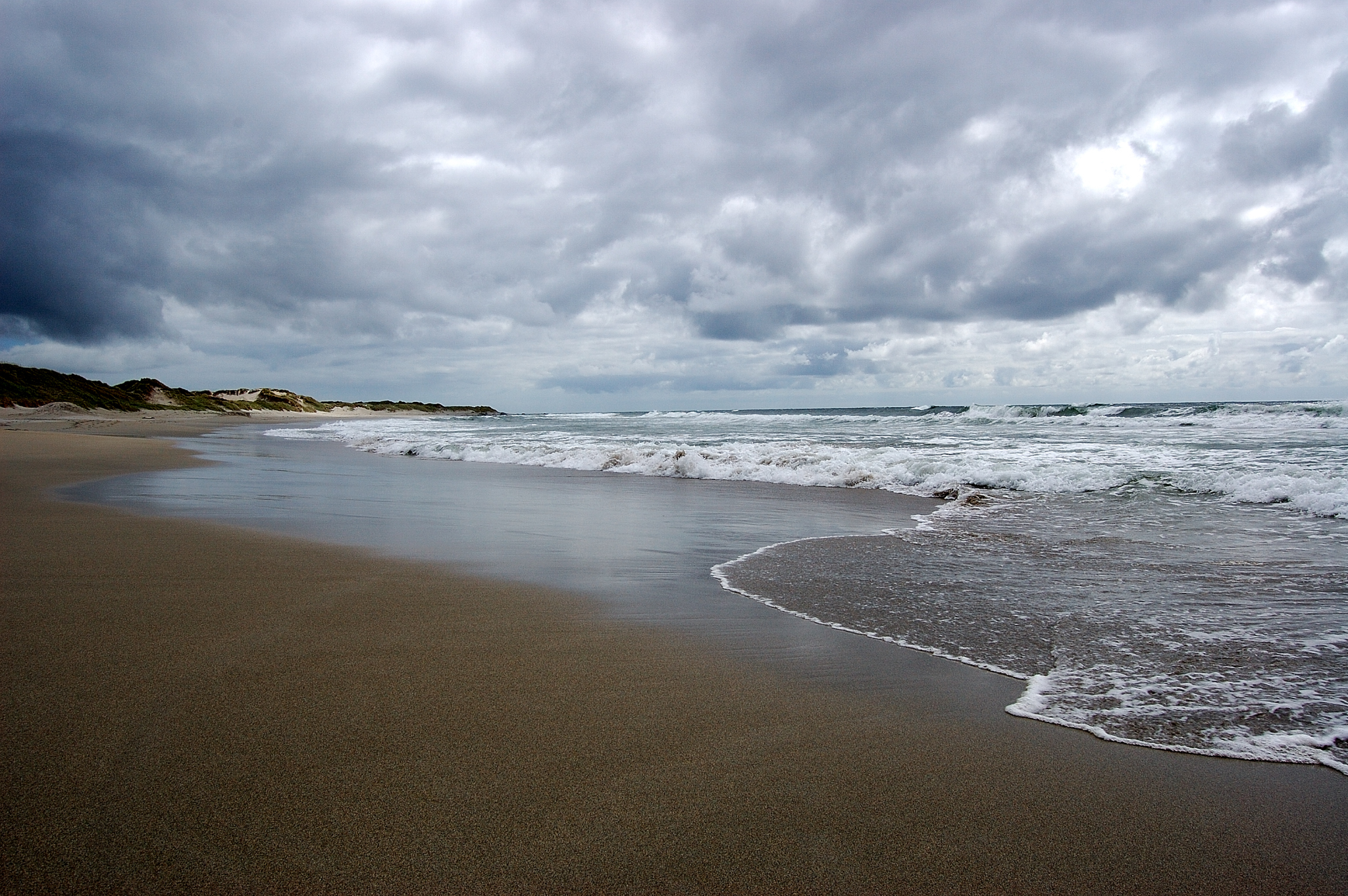
Playa Orrestranda en Klepp

Mapa de la provincia de Rogaland y sus distritos.
Jæren
Ryfylke
Dalane
Haugalandet

Jæren es un distrito tradicional en el condado de Rogaland, Noruega. Tiene un área de 1642 km² y una población estimada de 312 283 habitantes según el censo de 2016. Los demás distritos de Rogaland son Dalane, Ryfylke y Haugalandet.

## Etimología
Su nombre en nórdico antiguo era Jaðarr («borde»), que hace referencia a los 60 km de costa que van de norte a sur desde Tungenes hasta Brusand. El gentilicio de Jæren es jærbu y el dialecto de la zona se conoce como jærsk.

## Geografía
Su geografía es bastante plana comparada con el resto del país y tiene playas de arena a lo largo de toda la costa. La zona desde Brusand hasta Tungenes, con 700 km² de superficie, es la mayor llanura baja de Noruega.

## Demografía
En Jæren se concentra el 66 % de la población de toda la provincia de Rogaland y su densidad demográfica es de 185 hab/km², relativamente alta para el promedio noruego. Su mayor área urbana es la de Stavanger/Sandnes, con una población de 237 852 habitantes y que comprende los municipios de Stavanger, Sandnes, Sola y Randaberg. Jæren está creciendo rápidamente, tanto las zonas urbanas como las rurales, con un promedio del 2 % anual en el periodo 2004-14 frente al 1,7 % de la provincia y al 1,1 % de toda Noruega.

## Economía
La industria del petróleo es una parte importante de la economía de la zona. La sede de Statoil, la mayor empresa petrolífera del país, se encuentra en Jæren, al igual que varias oficinas regionales de empresas como ExxonMobil, Eni, Shell, ConocoPhillips, BP, Schlumberger, Halliburton o Baker Hughes, entre otras.
Jæren es también una de las zonas agrícolas más importantes de Noruega, con un largo período de cultivo y una desarrollada producción ganadera. La industria también está fuertemente conectada con la agricultura, con uno de los mayores productores mundiales de máquinas agrícolas, Kverneland Group, establecido en Time y Klepp.

## Municipios
El distrito de Jæren incluye los siguientes municipios:
| Escudo        | Nombre        | Centro administrativo | Población (2016) | Área (km²) | Densidad (hab/km²) |
| ------------- | ------------- | --------------------- | ---------------- | ---------- | ------------------ |
|               | Randaberg     | Randaberg             | 10 737           | 25         | 429                |
|               | Stavanger     | Stavanger             | 132 644          | 71         | 1868               |
|               | Sola          | Sola                  | 26 096           | 69         | 378                |
|               | Sandnes       | Sandnes               | 74 820           | 304        | 246                |
|               | Klepp         | Kleppe                | 18 970           | 114        | 166                |
|               | Hå            | Varhaug               | 18 591           | 258        | 72                 |
|               | Time          | Bryne                 | 18 572           | 183        | 101                |
|               | Gjesdal       | Ålgård                | 11 853           | 618        | 19                 |
| Jæren (total) | Jæren (total) | Jæren (total)         | 312 283          | 1642       | 190                |

## Personalidades de Jæren

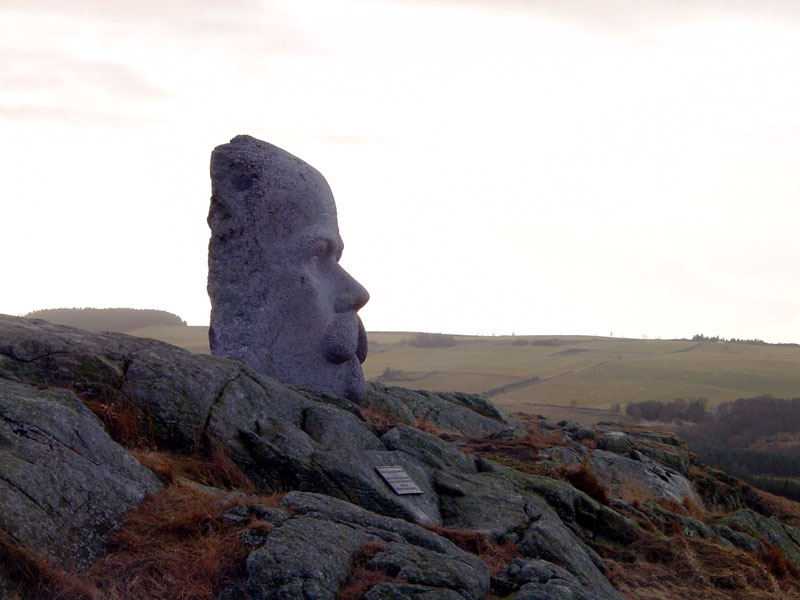
Escultura del poeta Arne Garborg, tallada en las rocas de la costa de Knudaheio.

El escritor y poeta Arne Garborg creció en Jæren, y en muchas de sus obras describe el paisaje y a sus habitantes del siglo XIX.